# Otto Eiselin
Otto Eiselin (Karlsruhe, 19 de dezembro de 1896 – Heidelberg, 20 de abril de 1962) foi um engenheiro civil alemão.

## Formação e carreira
Eiselin estudou engenharia civil a partir de 1916 no Technische Hochschule Karlsruhe, onde obteve o diploma em 1920. Foi de 1920 a 1923 wissenschaftlicher Mitarbeiter na Universidade Técnica de Munique, onde obteve um doutorado em 1923. Trabalhou em 1923 na seção de construção de pontes da firma Krupp, em 1925 em Brod (Bósnia e Herzegovina) e em 1930 na Schichau-Werke em Elbląg. Foi de 1933 a 1945 professor da Universidade Técnica de Gdańsk. Após o fim da Segunda Guerra Mundial estabeleceu-se como engenheiro consultor em Schwetzingen. Foi depois professor de construção de pontes na Technische Hochschule Karlsruhe. Aposentou-se em 1958.